# Crematogaster distans
Crematogaster distans är en myrart som beskrevs av Mayr 1870. Crematogaster distans ingår i släktet Crematogaster och familjen myror. Inga underarter finns listade i Catalogue of Life.

## Bildgalleri

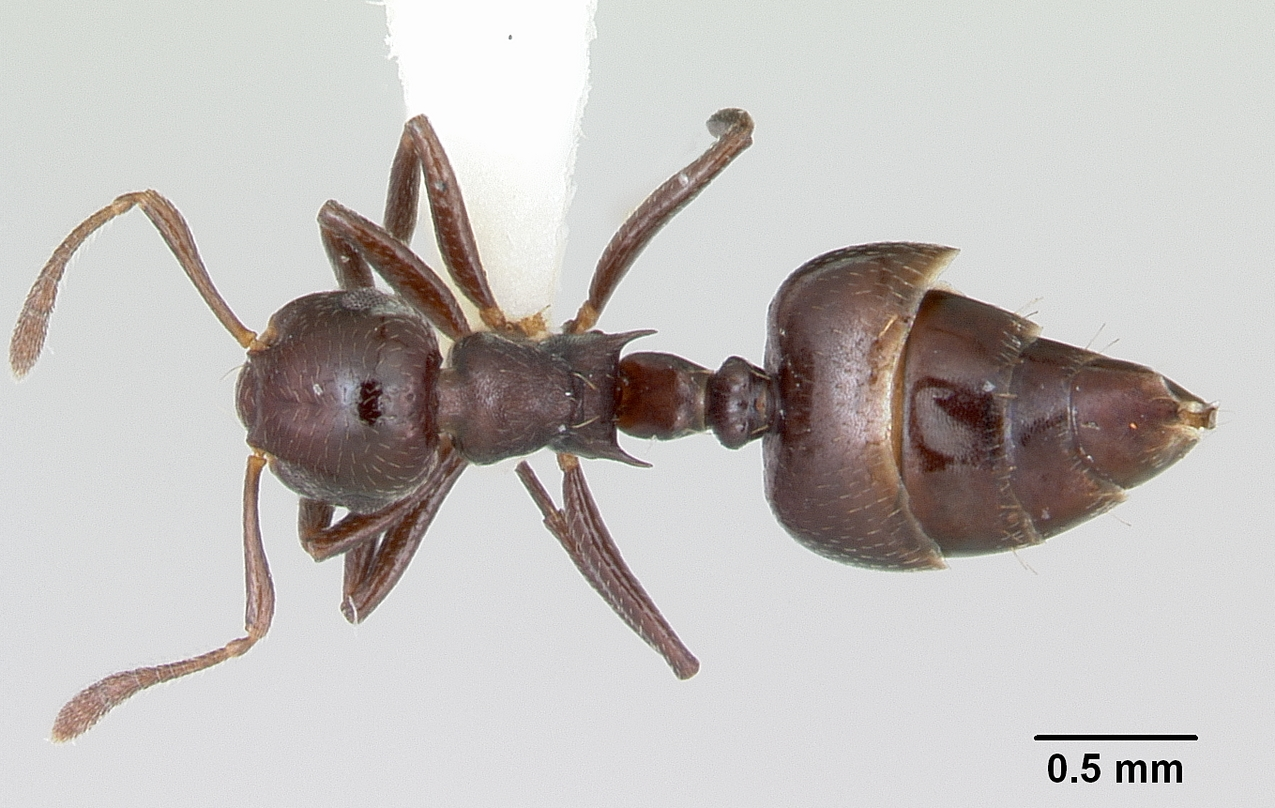
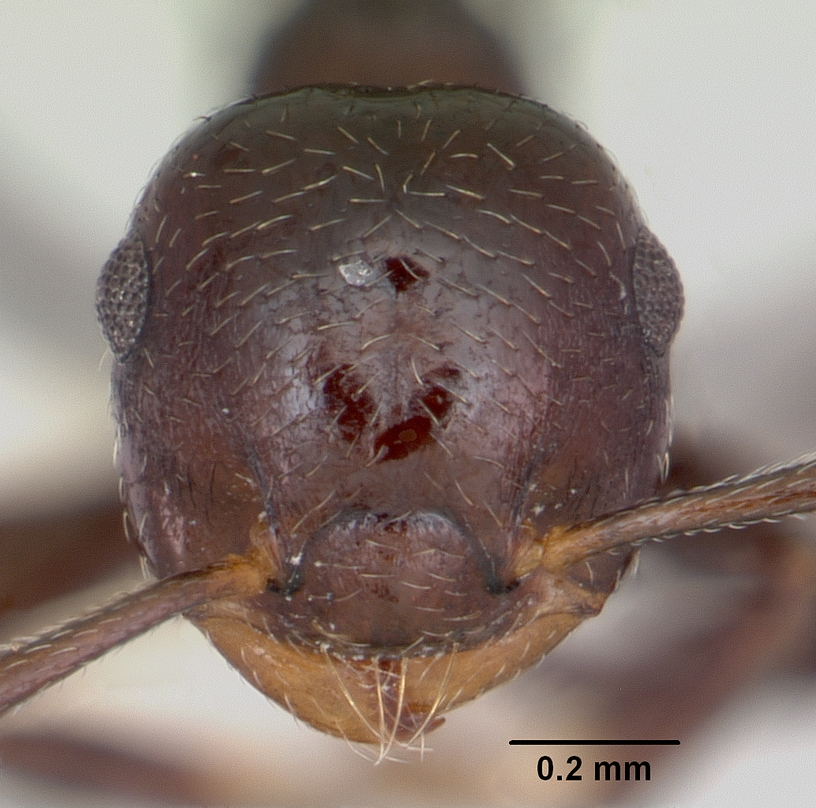
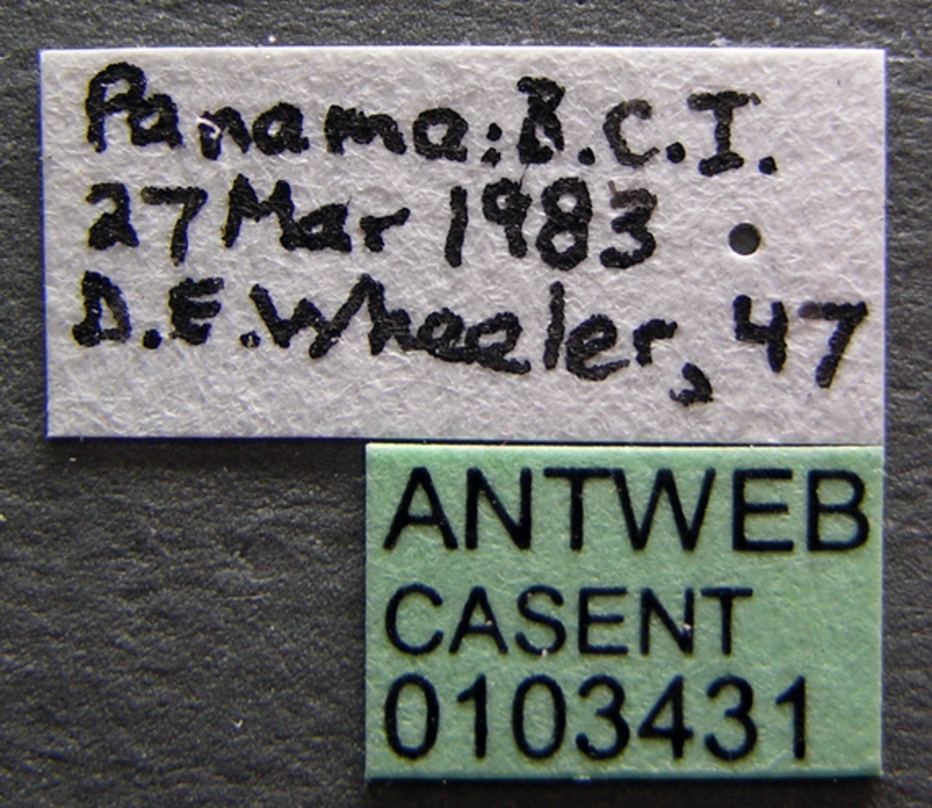
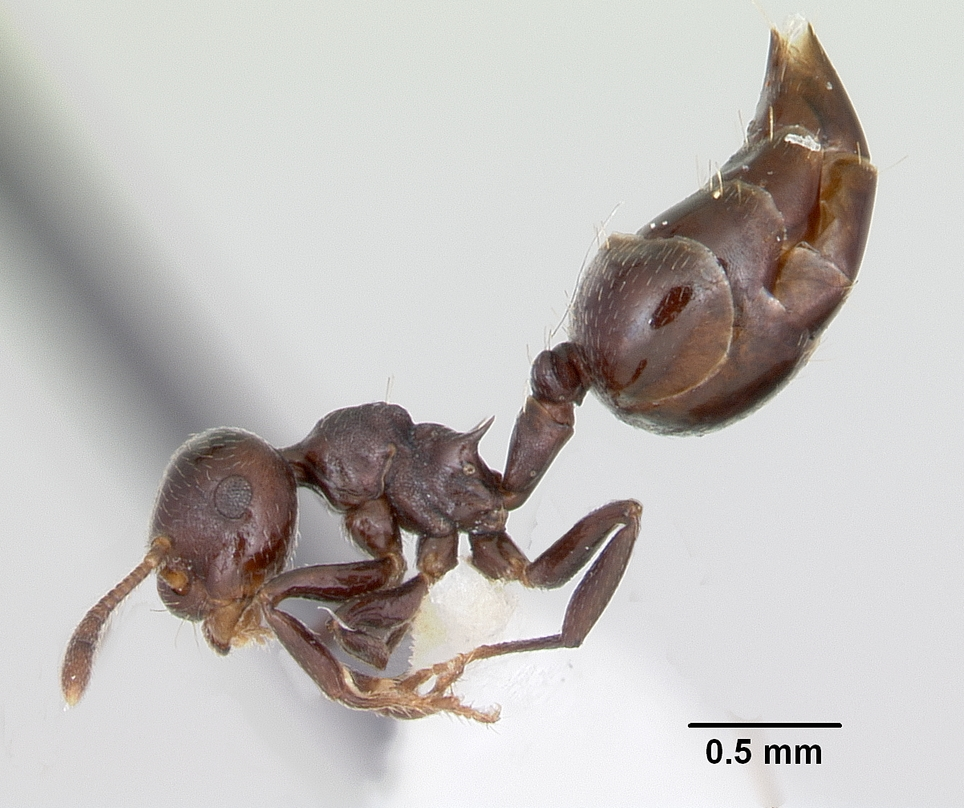